# Aimé Haegeman
Aimé Joseph Haegeman (ur. 19 października 1861 w Stabroek, zm. 19 września 1935 w Etterbeek) – belgijski jeździec, mistrz olimpijski
Na igrzyskach w Paryżu (1900) wystąpił w jednej konkurencji (dosiadał konia o imieniu Benton II). W konkursie skoków zdobył złoty medal z wynikiem 2:16,0. Kolejnego zawodnika, czyli rodaka Georgesa Van Der Poele, wyprzedził o 1,6 sekundy.